# Esther Wanjiru Maina
Esther Wanjiru Maina (* 27. März 1977) ist eine kenianische Langstreckenläuferin.

## Werdegang
1998 holte sie bei den Commonwealth Games Gold im 10.000-Meter-Lauf. 1999 wurde sie beim Halbmarathon von Tokio Zweite beim Weltrekordlauf von Elana Meyer und ist bis heute mit 1:06:49 die zwölftschnellste Frau weltweit über diese Distanz.
Beim Marathon der Olympischen Spiele 2000 wurde sie Vierte hinter Naoko Takahashi (JPN), Lidia Șimon (ROM) und Joyce Chepchumba (KEN).
1999 wurde sie Dritte beim Osaka Women’s Marathon, ebenso 2000 in ihrer persönlichen Bestzeit von 2:23:31.